# Il ne faut jurer de rien !
Pour le court-métrage réalisé en 1983, voir Il ne faut jurer de rien (film)
Pour plus de détails, voir Fiche technique et Distribution.
Il ne faut jurer de rien ! est un film français réalisé par Éric Civanyan, sorti en 2005, adapté de la pièce d'Alfred de Musset.

## Synopsis
L'action se passe à Paris en 1830 pendant les derniers jours du règne de Charles X. Le baron Haussmann rêve de reconstruire Paris, l'idée de créer des grand magasins est en l'air et le propriétaire d'un salon de mode, Van Buck, pense à agrandir son affaire. Mais il trouve que les versions longues ou courtes de son nom écrites sur un panneau de magasin ne rendent pas un bon son.
Ses employés l'informent d'une très grosse commande (3 000 francs) passée par la Baronne de Mantes. Mais celle-ci, désargentée souhaite payer à tempérament. Ne voulant pas prendre le risque d'un impayé, Van Buck se déplace chez la Baronne. Celle-ci l'informe qu'elle n'a pas les moyens de payer comptant et que ce bal est destiné à faire rencontrer à sa fille un bon parti. Et soudain, Van Buck a une idée : pourquoi ne pas associer les deux familles, cela lui permettrait d'accoler les lettres DM à son enseigne, ce qui serait du meilleur effet. Mais, pour cela, il faudrait que son neveu Valentin et Cécile, la fille de la baronne s'amourachent. La baronne est d'accord pour que Van Buck lui présente son neveu.
Van Buck retrouve Valentin dans un bordel "Le sérail" dans lequel il a déjà une ardoise conséquente. Pour s'attirer les bonnes grâces de son neveu, il éponge ses dettes (y compris des dettes imaginaires), mais quand l'oncle commence à parler mariage, Valentin lui répond que par principe, il refuse catégoriquement de se marier. Joueur et sûr de lui, Valentin parie 10 000 francs qu'il aura séduit Cécile avant le lendemain minuit avec un baiser comme preuve. S'il réussit, il ne sera pas obligé de se marier et recevra l'argent. Sa seule condition est que tout cela se passe incognito et que Van Buck ne le présente pas à la baronne comme son neveu.
Valentin arrive le lendemain au domaine de Mantes. Il simule un malaise à la suite d'un accident de coche. Il se « réveille » brièvement pour se présenter à la baronne comme étant le prince Frédéric de Hasbourg, puis s'évanouit de nouveau. Il est transporté et alité dans une chambre et Cécile prend soin de lui. Valentin pense conclure rapidement avec elle, mais elle l'évite. Quand il entre dans sa chambre la nuit et se couche dans son lit à ses côtés, elle le chasse avec une épée.
Le lendemain, Cécile a disparu, Valentin la retrouve dans une fête foraine proche. Ils s'affrontent dans différents stands, mais les tentatives de drague de Valentin tombent désespérément à l'eau. Le jeune homme se dit un moment qu'il a perdu son pari quand la jeune fille l'appelle à l'aide. Elle est attaquée par trois coupe-gorges que Valentin réussit à maîtriser, elle lui en est reconnaissante. Cependant, il ne reçoit pas un baiser dont il a besoin pour gagner le pari. Il lui donne malgré tout rendez-vous à 21 heures dans le parc du domaine ; certain qu'il est de gagner son pari quelques heures avant l'heure fatidique. Cependant, Valentin tombe imperceptiblement amoureux de Cécile. Van Buck le dit clairement, mais Valentin lui répond ne rien savoir de l'amour et du mariage.
Van Buck rendant visite à la baronne s'aperçoit que Cécile a des brindilles dans les cheveux, signe qu'elle s'est donc rendue dans le parc. Il avoue à la baronne que Valentin est son neveu et révèle tout le stratagème et le pari, mais explique que les sentiments du jeune homme pour Cécile sont sincères. La baronne le jette et Valentin s'en va, mais fait en sorte de rencontrer Cécile à la porte et lui donne rendez-vous à Paris à une adresse dont il ne lui précise pas la nature. De peur que Cécile ne soit pas présente pour son bal, la baronne l'enferme à clé, mais Cécile manipule le curé qui occupe la chambre mitoyenne afin qu'elle puisse se délivrer. Une voiture affrétée par Valentin l'attend à la sortie du domaine.
Valentin et Van Buck se rendent au bordel "le sérail". C'est cette adresse que le jeune homme a donné à Cécile. Valentin parie avec les personnes présentes afin de savoir si Cécile entrera ou non. Se rendant compte de l'endroit où elle a rendez-vous, Cécile n'hésite qu'un instant puis entre, tout le monde se masque et elle recherche Valentin. Il finit par apparaître et lui déclare qu'elle n'était que l'objet d'un pari, et qu'il voulait juste s'amuser avec elle et la séduire, mais Cécile conserve son amour pour lui. Du coup Valentin craque, Il avoue aussi son amour et ils s'embrassent peu avant minuit.
Le lendemain matin, la baronne a la surprise de voir débarquer dans son domaine beaucoup d'invités imprévus pour son bal, ce sont les habitués et les pensionnaires du "Sérail" qui sont venus au grand complet faire une fête endiablée. Mais tandis que Cécile et Valentin se font des projets pour la vie, un jeune et bel aristocrate blessé fait son apparition dans l'entrée. Il n'est pas indifférent aux yeux de Cécile qui retourne danser avec Valentin… mais il ne faut jurer de rien.

## Fiche technique
Source IMDb
- Titre : Il ne faut jurer de rien !
- Réalisation : Éric Civanyan
- Scénario : Philippe Cabot et Éric Civanyan, d'après la pièce éponyme d'Alfred de Musset
- Production : Manuel Munz
- Sociétés de production : TF1 Films Production, SND, Les Films Manuel Munz
- Budget : 12 millions d'euros
- Musique : François Peyrony
- Photographie : Eduardo Serra
- Montage : Aurique Delannoy
- Décors : Hoang Thanh At
- Costumes : Anne Brault
- Pays d'origine :  France
- Format : couleur - 1,85:1 - Dolby Digital - 35 mm
- Genre : comédie
- Durée : 101 minutes
- Dates de sortie : 28 septembre 2005 (Belgique et France)

## Distribution
- Gérard Jugnot : Georges Van Buck
- Jean Dujardin : Valentin de Merteuil
- Mélanie Doutey : Cécile
- Marie-France Santon : Christiane de Merteuil, Baronne de Mantes
- Patrick Haudecœur : l'abbé
- Arno Chevrier : le borgne
- Henri Garcin : Talleyrand
- Philippe Magnan : l'intendant
- Jean-Luc Porraz : Haussmann
- Jacques Herlin : Lafayette
- Lorella Cravotta : Henriette
- Jean-François Fagour : le mameluk
- Michèle Garcia : la patronne du sérail
- Thierry Heckendorn : l'autre homme réunion
- Luz Chomyszyn : femme rose rouge
- Hubert Saint-Macary : Le contremaître
- Julie Marboeuf : Ouvrière 1
- Sylvie Audcoeur : Gabrielle
- Sandrine Rigaux : La femme au loup
- Patrick Massieu : P'tit Louis
- Véronique Viel : La marchande de fruits
- Véronique Daniel : La femme aux sirops
- Michel Degand : Homme champagne
- Sodadeth San :La femme volante
- Réginald Huguenin : Le maître de danse
- Rebecca Munz : Fillette fête foraine 1
- Janis Munz : Fillette fête foraine 2
- Jacky Nercessian : Homme au couteau
- Ben Bedra : Homme boulevard 1
- Albert Goldberg : Homme boulevard 2
- Pierre-Yves Desmonceaux : Homme masqué 1
- André Le Gallo : Homme masqué 2
- Jean Pommier : Homme masqué 3
- Maud Le Guénédal : Fille 1
- Veroushka Knoge : Fille 2
- Raphaël Personnaz : Jean-Guillaume
- Carmen Brown : La fille du sérail

## Autour du film
- À un moment, on voit Cécile brûler les tableaux de ses prétendants dans l'herbe sous la fenêtre de sa chambre. Parmi ces tableaux, on reconnaît le célèbre portrait de Jean-François Champollion peint par Léon Cogniet (portrait qui justement illustre la fiche Wikipedia de ce grand égyptologue). Ce tableau n'a pas été choisi par hasard. En effet, l'action du film se déroule dans les années 1830, or le tableau a été peint en 1831, ce qui rend la scène parfaitement crédible. De plus Champollion était bonapartiste... et Cécile, fille d'une Baronne dont le château est proche de Paris mais n'attire plus guère, se moque éperdument de ses origines nobles et ne refuserait pas de trouver un mari sans aucun titre pourvu que ce soit un homme sérieux et non volage.
- Le film a été tourné à Paris (Place des Vosges notamment ) et Pontoise. Le domaine des Mantes est en réalité le château de Millemont dans les Yvelines